# Niven-Konstante
Die Niven-Konstante, benannt nach dem kanadisch-amerikanischen Mathematiker Ivan M. Niven, ist eine mathematische Konstante aus der Zahlentheorie. Sie ist definiert als der Grenzwert des arithmetischen Mittels der maximalen Exponenten der Primfaktorzerlegungen der ersten {\displaystyle n} natürlichen Zahlen für {\displaystyle n\to \infty }.

## Definition
Es sei {\displaystyle m>1} eine ganze Zahl mit der Primfaktorzerlegung {\displaystyle m=p_{1}^{a_{1}}p_{2}^{a_{2}}p_{3}^{a_{3}}\cdots p_{k}^{a_{k}}} mit {\displaystyle a_{i}>0} und {\displaystyle p_{i}\neq p_{j}} für {\displaystyle i\neq j}, außerdem {\displaystyle H\left(1\right)=1} und {\displaystyle H(m)=\max\{a_{1},...,a_{k}\}} das Maximum der Exponenten in der Primfaktorzerlegung von {\displaystyle m} (Folge A051903 in OEIS), zum Beispiel sind die Zahlen {\displaystyle m} mit {\displaystyle H(m)=1} genau die quadratfreien Zahlen. Damit ist die Niven-Konstante definiert als
{\displaystyle \lim _{n\to \infty }{\frac {1}{n}}\sum _{j=1}^{n}H(j).}

## Eigenschaften
Die Niven-Konstante lässt sich durch die Riemannsche Zetafunktion {\displaystyle \zeta \left(k\right)} ausdrücken und auf diesem Wege näherungsweise berechnen (Niven 1969):
{\displaystyle \lim _{n\to \infty }{\frac {1}{n}}\sum _{j=1}^{n}H(j)=1+\sum _{k=2}^{\infty }{\biggl (}1-{\frac {1}{\zeta (k)}}{\biggr )}} {\displaystyle =1{,}70521{\text{ }}11401{\text{ }}05367{\text{ }}76428{\text{ }}85514{\text{ }}53434{\text{ }}50816{\text{ }}07620{\text{ }}27651{\text{ }}65346{\text{ }}...} (Folge A033150 in OEIS)
Für das asymptotische Verhalten der Minima der Exponenten bewies Niven auf Anregung von Erdős
{\displaystyle \sum _{j=1}^{n}h(j)=n+{\frac {\zeta ({\tfrac {3}{2}})}{\zeta (3)}}{\sqrt {n}}+o({\sqrt {n}}),}
wobei {\displaystyle h\left(1\right)=1} und {\displaystyle h(m)=\min\{a_{1},...,a_{k}\}} das Minimum der Exponenten in der Primfaktorzerlegung von {\displaystyle m} (Folge A051904 in OEIS) und {\displaystyle o} ein Landau-Symbol ist. Somit ist insbesondere
{\displaystyle \lim _{n\to \infty }{\frac {1}{n}}\sum _{j=1}^{n}h(j)=1.}